# 1570년대
1570년대는 1570년부터 1579년까지를 가리킨다.